# Johann Friedrich Jacobi
Pour les articles homonymes, voir Jacobi.
Johann Friedrich Jacobi (Jean-Frédéric Jacobi en français), né le 5 juillet 1765 à Düsseldorf et mort le 10 décembre 1831, est un homme politique allemand. Il a été successivement conseiller de préfecture, préfet ad interim puis député de la Roer au Corps législatif de l'Empire français.

## Biographie
Johann Friedrich est issu d’une ancienne famille protestante, fils de Friedrich Heinrich Jacobi, fabricant de textile et écrivain philosophe à Düsseldorf, et de Hélène Élisabeth von Clermont (1742-1784). Les familles Jacobi et von Clermont, riches familles de drapiers, sont très liées. Quatre von Clermont, enfants d'un oncle de Johann Friedrich, se sont mariés à quatre cousins germains de la famille Jacobi. Jean Frédéric épouse en 1787 à Vaals (actuel Pays-Bas) Johanna Catharina Louisa von Clermont (1763-1844), également descendante de la famille Krupp par sa grand-mère,.
Johann Friedrich est manufacturier, fabricant de draps à Aix-la-Chapelle. En juin 1790, Johann Friedrich est membre d'une commission qui étudie la fondation d’une maison de travailleurs indigents à Aix-la-Chapelle auxquels les fabricants de textile doivent fournir le travail. Plus tard, le sous-préfet Dorch considère Jacobi comme grand bienfaiteur des pauvres d'Aix-la-Chapelle. En cela, Johann Friedrich est un adepte de la philosophie de son père Friedrich Heinrich.

### République cisrhénane
Au temps de la République cisrhénane (1797-1801), Jacobi est président de l'administration municipale d'Aix-la-Chapelle (Munizipalpräsident) de 1798 à 1800 . Il a eu quelques démêlés sur la religion avec le général de division Turreau, alors commandant des troupes se trouvant dans le département de la Roer.
Puis, le 22 juin 1800, il devient président du conseil de préfecture du département français de la Roer, territoire de la République cisrhénane jusqu'à son annexion à la France en 1801.

### Période française
Pendant la période française, il reste président du Conseil de préfecture de la Roer. Il est préfet intérimaire du département à deux reprises entre 1801 et 1802, d'abord pendant la maladie du préfet Sébastien Simon, ensuite à partir de la nomination du préfet Rulhières, qui meurt avant d’avoir occupé ce poste, jusqu’à l’arrivée du préfet Alexandre Méchin. Jacobi est encore préfet intérimaire de septembre à novembre 1804 en attendant l'arrivée de Jean-Charles-Joseph Laumond, successeur du préfet Méchin.
La règle veut que l'on ne peut devenir préfet de son propre département. Ainsi, lorsque Jacobi est nommé préfet du département de l'Ain le 8 juillet 1802, celui-ci refuse ce poste. En 1803, Jacobi est président de l'assemblée cantonale d'Aix-la-Chapelle puis, en 1804, président du collège électoral du département de la Roer. La même année, l'impératrice Joséphine vient séjourner à Aix-la-Chapelle. Pour la loger avec sa cour, l'empereur Napoléon, en route pour Mayence, achète la maison du conseiller de préfecture Jacobi (appartements d'habitation et ateliers), selon les journaux « un des plus beaux bâtiments qui décorent la ville ». C'était un bâtiment à 3 étages, construit en 1754 par son beau-père Johann-Arnold von Clermont. Mais Napoléon, trouvant le bâtiment trop petit, fait déménager son épouse à l'hôtel de préfecture,.
À partir de 1807, il est président du consistoire d’Augsbourg à Cologne pour les départements de Rhin-et-Moselle et de la Roer. Le 10 août 1810, il est désigné par le Sénat conservateur pour représenter le département de la Roer au Corps législatif.

### La chute de l'Empire
En mars 1814, les Prussiens arrivent devant les portes de Paris. Pendant la séance du Corps législatif du 3 avril 1814, Jacobi est le premier à voter la déchéance de l'empereur et prononce un discours dans lequel il déclare ne plus être Français et il « termine ce discours avec la conclusion que, puisque Napoléon Buonaparte a déchiré le pacte constitutionnel par d'innombrables infractions, je me considère de mon côté relevé de fait de l'obligation de serment de fidélité ».
En 1815 il est membre du conseil du gouvernement prussien dans les provinces du Bas-Rhin.

## Honneurs
Chevalier de la Légion d'honneur (Empire)

## Publications
- Johann Friedrich Jacobi Versuch eines Plans zu Errichtung eines Arbeitshauses in der freyen Reichsstadt Aachen, Düsseldorf 1791[12]
- Chevalier Jacobi, Recueil de pièces particulières, qui ont trait à la chute de Napoléon Buonaparte, manuscrit imprímé, 1815[13]